# Punktesystem (Fahrerlaubnisrecht)
Ein Punktesystem ist ein Regelwerk im Fahrerlaubnisrecht, mit dem Verstöße gegen Straßenverkehrsvorschriften sanktioniert und in einem Register gespeichert werden.

## Zweck von Punktesystemen
Verkehrsteilnehmer, die erheblich oder wiederholt gegen die Straßenverkehrsvorschriften (u. a. Straßenverkehrsgesetz, Straßenverkehrsordnung, Fahrerlaubnis-Verordnung) verstoßen haben, sollen identifiziert und mit einheitlichen Strafen bzw. Bußgeldern zu einer besseren Regelbeachtung angehalten werden. Punktesysteme setzen Konzepte der Verkehrspsychologie um, die auf Verhaltens- und Einstellungsänderung des Kraftfahrers abzielen. Beeinflussbarkeit und Lernfähigkeit sind demnach wesentliche Bestandteile der Mobilitätskompetenz von Kraftfahrern. Der enge korrelative Zusammenhang zwischen der Zahl der Eintragungen im Fahreignungsregister und dem Unfallrisiko ist nach Studien des Kraftfahrtbundesamtes hinreichend belegt. Dies begründet die Rolle von Mehrfachtäter-Punktesystemen bei der Aufrechterhaltung und Verbesserung der Verkehrssicherheit.
In einer vergleichenden Studie der nationalen Verkehrssicherheitsbehörden Österreichs (KfV), der Niederlande (SWOV) und Deutschlands (BASt) über Punktesysteme in Europa wird ausgeführt, dass die Wirksamkeit von Punktesystemen maßgeblich durch die Aussicht auf einen Entzug der Fahrerlaubnis bestimmt wird. Als Maßnahmen werden vier Schritte empfohlen (a) Verwarnung (b) Maßnahmen zur Verbesserung der Fahreignung (c) Fahrerlaubnisentzug und (d) Rehabilitationskurse. Weitere Empfehlungen betreffen die Art der Bußgelder, Zielgruppen und die behördliche Umsetzung. Die mögliche Steigerung der Verkehrssicherheit in Europa bei der Umsetzung der Empfehlungen wird in einem Handbuch des BestPoint-Projekts als politische Entscheidungsvorlage dargelegt und konkrete Schritte dahin ausgeführt (z. B. grenzüberschreitender Austausch von Punkten und Bußgeldern).

## Historische Entwicklung
In Deutschland wurde am 1. Mai 1974 – weltweit erstmals – ein sogenanntes „Mehrfachtäter-Punktsystem“ eingeführt. Erste Überlegungen hierzu gehen in die 1960er-Jahre zurück und verursachten vehemente kontroverse Diskussionen bis hin zu einer Verfassungsbeschwerde des ADAC.

## Regelungen in Deutschland
Die Registrierung von Punkten erfolgt in Deutschland nach den Regelungen des Straßenverkehrsgesetzes (StVG) und der Fahrerlaubnis-Verordnung (FeV) im Fahreignungsregister des Kraftfahrt-Bundesamts in Flensburg, daher bekommt man umgangssprachlich Punkte in Flensburg. Das Punktewesen wurde 2013 grundlegend reformiert. Unter Verkehrsminister Peter Ramsauer wurde ein neues Bewertungssystem entworfen, das am 1. Mai 2014 in Kraft trat. Der Stand des Punktekontos wird dem Bürger auf Anfrage beim Kraftfahrt-Bundesamt mitgeteilt.

### Punkteaufbau
Mit Punkten belastete Inhaber einer Fahrerlaubnis werden im Fahreignungsregister geführt. Bei den in Anlage 13 FeV aufgeführten Verkehrsordnungswidrigkeiten und Verkehrs-Straftaten erfolgt ein Eintrag im Register. Die Eintragungen werden mit der in Anlage 13 festgelegten Punktezahl bewertet.
Mit drei Punkten werden Straftaten bewertet, sofern in der Entscheidung die Fahrerlaubnis entzogen oder eine isolierte Sperre verhängt wird.
Mit zwei Punkten werden Straftaten ohne Entziehung der Fahrerlaubnis bzw. eine isolierte Sperre bewertet. Außerdem Ordnungswidrigkeiten, welche die Verkehrssicherheit in besonderer Weise beeinträchtigen.
Alle anderen die Verkehrssicherheit beeinträchtigenden Ordnungswidrigkeiten werden mit einem Punkt bewertet.
Bei acht oder mehr Punkten wird die Fahrerlaubnis entzogen. Vor der Neuerteilung wird eine Überprüfung der Fahreignung im Rahmen einer Medizinisch-Psychologischen Untersuchung (MPU) angeordnet.

### Punkteabbau
Die Tilgung der Eintragungen erfolgt nach dem Ablauf festgelegter Fristen: Bei Ordnungswidrigkeiten mit einem Punkt zwei Jahre und sechs Monate, bei Ordnungswidrigkeiten mit zwei Punkten sowie bei Straftaten mit zwei Punkten fünf Jahre, und bei Straftaten mit drei Punkten zehn Jahre. Die Frist beginnt mit dem Tag der Rechtskraft der Entscheidung. Zu den Tilgungsfristen wird zudem eine „Überliegefrist“ von einem Jahr addiert, bevor die Punkte gelöscht werden.
Durch die freiwillige Teilnahme an einem Fahreignungsseminar können Fahrerlaubnisinhaber bei einem Punktestand von 1–5 Punkten einen Punkt abbauen. Ein solcher Abbau ist nur einmal innerhalb von fünf Jahren möglich.

### Ermahnung

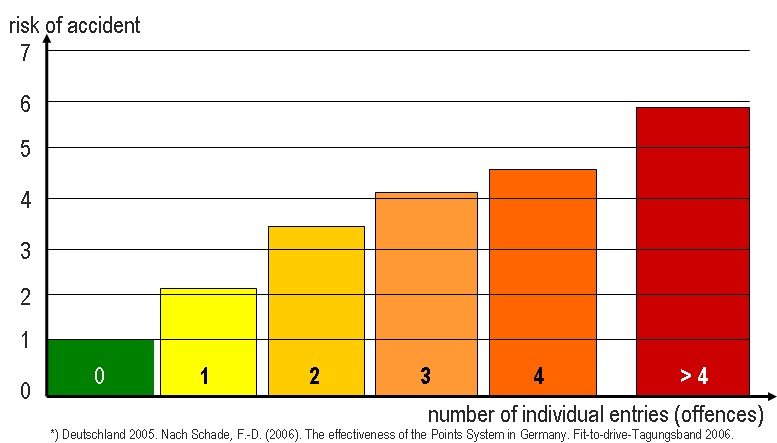
Unfallrisiko bezogen auf die Zahl individueller Einträge im Verkehrszentralregister des Kraftfahrtbundesamtes.

Beim Erreichen von vier oder fünf Punkten wird der Betroffene kostenpflichtig ermahnt und auf die Möglichkeit des Punkteabbaus durch die Teilnahme an einem Fahreignungsseminar hingewiesen.

### Verwarnung
Beim Erreichen von sechs oder sieben Punkten wird der Betroffene kostenpflichtig verwarnt. Dabei wird er auf die Möglichkeit der Teilnahme an einem Fahreignungsseminar hingewiesen, die allerdings keine Punktereduzierung mehr bewirkt.

### Gesetzlich vorgeschriebene Punktereduzierung
Erreicht oder überschreitet ein Betroffener sechs oder sieben Punkte, ohne dass er vorher ermahnt wurde, ist der Punktestand auf fünf zu reduzieren. Erreicht oder überschreitet ein Betroffener acht Punkte, ohne dass er vorher verwarnt wurde, ist der Punktestand auf sieben zu reduzieren (§ 4 Abs. 6 StVG).

### Reform des Punktesystems
Am 1. Mai 2014 trat die Reform des Punktesystems in Kraft. Zeitgleich wurde das frühere Verkehrszentralregister in Fahreignungsregister umbenannt.
Mit dem Inkrafttreten der Reform wurden zunächst alle Eintragungen gelöscht, die nach den neuen Vorschriften nicht mehr im Fahreignungsregister zu speichern sind. Die verbleibenden Punkte wurden entsprechend der folgenden Tabelle umgerechnet:
| Punkte alt | Punkte neu |
| ---------- | ---------- |
| 1–3        | 1          |
| 4–5        | 2          |
| 6–7        | 3          |
| 08–10      | 4          |
| 11–13      | 5          |
| 14–15      | 6          |
| 16–17      | 7          |
| 00≥18      | 8          |

„Alte“ Punkte, die in das neue System übernommen wurden, wurden für eine Überbrückungsdauer von fünf Jahren noch nach altem Recht getilgt.

## Vormerksystem in Österreich
Der „Punkteführerschein“ in Österreich besteht seit dem 1. Juli 2005 aus einem Vormerksystem und einem Sanktionskatalog, siehe auch Entziehung und Neuerteilung der Fahrerlaubnis.

## Regelungen in anderen Ländern
Punktesysteme für Führerscheine gibt es unter anderem in Australien, Brasilien, Dänemark, Frankreich, Irland, Italien, Kanada, Norwegen und im Vereinigten Königreich (UK).

### Vereinigte Staaten
In den Vereinigten Staaten, wo die Bundesstaaten ihre jeweils eigenen Straßenverkehrsgesetze verabschieden, gibt es Punktesysteme (point systems) unter anderem in Colorado, Kalifornien und New York. Zuständig ist die zentrale Verkehrsbehörde (Department of Motor Vehicles, DMV) des jeweiligen Bundesstaates.